# سارا يونسن
سارا يونسن (بالنرويجية: Sara Johnsen)‏ (و. 1970  م) هي مخرجة أفلام، وكاتبة سيناريو نرويجية، ولدت في نيس، آكرشوس.

## جوائز
حصلت على جوائز منها:
- Filmkritikerprisen  [لغات أخرى]‏، عن عمل: Upperdog [الإنجليزية]‏ (2010)
- Kanon prize for best screenplay ‏، عن عمل: Upperdog [الإنجليزية]‏ (2009)
- Filmkritikerprisen  [لغات أخرى]‏، عن عمل: Kissed by Winter [الإنجليزية]‏ (2006)
- Kanon prize for best screenplay ‏، عن عمل: Kissed by Winter [الإنجليزية]‏ (2005).

## وصلات خارجية
- سارا يونسن على موقع IMDb (الإنجليزية)
- سارا يونسن على موقع ألو سيني (الفرنسية)
- سارا يونسن على موقع أول موفي (الإنجليزية)
- سارا يونسن على موقع قاعدة بيانات الأفلام السويدية (السويدية)
- سارا يونسن على موقع قاعدة بيانات الفيلم (الإنجليزية)
- سارا يونسن على موقع كينوبويسك (الروسية)